# 努爾黑娜
努爾黑娜（印尼語：Nurhaena，1945年—），是一名已退役印尼女子羽球運動員。
在1969年優霸盃對陣日本的決賽中，努爾黑娜與赫絲蒂·里亞納瓦蒂搭檔雙打，她們先以兩個3:15輸給高木紀子/湯木博惠組合，再以4:15、5:15輸給天野博江/高橋友子組合。最終，印尼隊以1-6敗北而獲得亞軍。